# Mariano González (actor argentino)
Mariano González-Guerineau, (Buenos Aires; 20 de agosto de 1992) es un actor, guionista, productor y director de programa de televisión argentino.Destacado por interpretar a Gabriel «Gabo» Moreti en la serie original de Disney Channel y Disney XD, O11CE.

## Biografía y carrera
Mariano González-Guerineau es un actor y exfutbolista argentino nacido el 20 de agosto de 1992 en Buenos Aires. Desde su infancia, mostró interés por la actuación, participando en talleres de teatro y obras escolares.
A los 12 años, se mudó con su familia a Los Ángeles, California, donde su madre trabajaba para el Consulado Argentino. En Estados Unidos, Mariano se destacó como delantero en diferentes clubes de fútbol y en el equipo de su escuela, el Beverly Hills High School.
Su desempeño académico y deportivo le permitieron ganar una beca de estudios en la Universidad de Pensilvania, donde estudió Ciencias Políticas y Cine. Durante su tiempo en la universidad, Mariano se reencontró con su pasión por la actuación y participó en varios cortos estudiantiles y talleres de actuación.
En 2010, Mariano protagonizó el corto "Underprivileged", dirigido por su tío, Rafael Lanús. El corto relata las penurias que atraviesan los jóvenes inmigrantes ilegales en Estados Unidos.
En 2015, Mariano decidió abandonar su carrera como futbolista profesional para enfocarse en la actuación. Regresó a Buenos Aires y, en 2016 acutuo en el Cortometraje "Zion", ese mismo año fue convocado por Disney para protagonizar la serie O11CE, interpretando el papel de Gabriel "Gabo" Moreti.
La serie, que se estrenó en 2017 y finalizó en 2019, sigue la historia de un joven futbolista que descubre los secretos de su historia familiar mientras persigue su sueño de jugar profesionalmente.
Después de O11CE, Mariano continuó actuando en proyectos como el cortometraje "Bombora" (2020), que también produjo y escribió. En 2022, participó en papeles pequeños como "La vuelta al perro", "Year of the Fox" y "Crecer Apesta-#FBF".
En 2023, Mariano tuvo una participación especial en la película Gran Turismo, interpretando al estudiante piloto argentino Henry Evas y también ese mismo año dirigió un programa de televisión de cocina "Medium-Rare" (Solamente disponible en Estados Unidos). 
En el 2024, apareció en la película "All There Is". El 11 de abril de 2025 Disney confirmó que la serie O11CE vuelve para una cuarta temporada en el 2026 en Disney+.

## Filmografía

### Televisión
| Año             | Título | Rol                                            | Notas                                                                       |
| --------------- | ------ | ---------------------------------------------- | --------------------------------------------------------------------------- |
| 2017-2019, 2026 | O11CE  | Gabriel «Gabo» Moreti / Gabriel Guevara Moreti | Protagonista, serie de TV Disney Channel Latinoamérica y Disney XD, Disney+ |

| Año  | Título                             | Papel          | Notas                                    |
| ---- | ---------------------------------- | -------------- | ---------------------------------------- |
| 2010 | Underprivileged                    | Tomas Figueras | Cortometraje                             |
| 2016 | Zion                               | Carlos         | Cortometraje                             |
| 2019 | Vendrá la muerte y tendrá tus ojos | -              | Película                                 |
| 2020 | Bombora                            | Dani           | Cortometraje, como guionista y productor |
| 2022 | Vuelta Al Perro                    | Junior         | Película                                 |
| 2022 | Year of the Fox                    | Carlos         | Película                                 |
| 2022 | Crecer Apesta-#FBF                 | Cheezbud       | Película                                 |
| 2023 | Gran Turismo                       | Henry Evas     | Película                                 |
| 2024 | All There Is                       | Bruno          | Película                                 |

| Programas | Programas                                            | Programas     |
| Año       | Programa                                             | Notas         |
| --------- | ---------------------------------------------------- | ------------- |
| 2017      | C5N-Tarde XTRA                                       | Invitado      |
| 2017      | Un Sol Para los chicos 2017                          | Invitado      |
| 2017      | Locos X el fútbol                                    | Invitado      |
| 2018      | ESPN Redes                                           | Invitado      |
| 2018      | Con amigos así                                       | Invitado      |
| 2018      | Etiquetados con Cande Molfese                        | Invitado      |
| 2019      | ESPN Redes                                           | Invitado      |
| 2023      | Medium-Rare (Solamente disponible en Estados Unidos) | Como director |

## Nominación
| Año  | Premio.                         | Categoría      | Trabajo | Resultado |
| ---- | ------------------------------- | -------------- | ------- | --------- |
| 2018 | Kids' Choice Awards México 2018 | Actor Favorito | O11CE   | Nominado  |